# Literal básico
Considere uma cláusula (disjunção de literais) obtida de uma fórmula sentencial do cálculo de predicados de primeira ordem {\displaystyle \Phi } na forma skolemizada:
{\displaystyle \forall x_{1}...\forall x_{n}S,}
então um literal obtido a partir de {\displaystyle S} substituindo todas as variáveis por elementos do Universo de Herbrand {\displaystyle H} de {\displaystyle S} é chamado literal básico.